# جون جوهانسون
جون جوهانسون (بالإنجليزية: Jon Johanson)‏ هو طيار أسترالي، ولد في 1956.